# Ozan İpek
Ozan İpek (Ankara, 10 oktober 1986) is een voormalig Turks voetballer. Hij speelde tussen 2010 en 2011 voor het Turks voetbalelftal. 
Hij was van vaste waarde bij het elftal van Bursaspor, dat in 2010 voor het eerst in de clubgeschiedenis Turks landskampioen werd. Hij is bekend geworden omdat hij in april 2010 werd gescout door Chelsea FC.

## Erelijst
| Süper Lig | 1x | 2009/10 |